# Oluwafemi Ajilore
Oluwafemi Ebenezer Ajilore (født 18. januar 1985) er en nigeriansk fodboldspiller, der er amatørspiller for Middelfart Fodbold. Han skiftede i 2004 til FC Groningen da han grundet nogle regler ikke havde indrejse-tilladelse i Danmark. Han skiftede til FC Midtjylland i 2004 fra klubbens nigerianske samarbejdsklub FC Ebedei. I efteråret 2004 debuterede han for FCM, men en skade satte en stopper for hans præstationer.

## Karriere
Han startede sin karriere hos hjemlandets FC Ebedei.

### FC Midtjylland
Fra FC Ebedei blev han hentet til klubbens danske samarbejdsklub FC Midtjylland, for hvem han debuterede i efteråret 2004. 

### FC Groningen
I 2008 skiftede han til hollandske FC Groningen.

#### Brøndby IF
Den 4. august 2011 skiftede han til Brøndby IF på en etårig lejeaftale.